# Arcis-le-Ponsart
Arcis-le-Ponsart is een gemeente in het Franse departement Marne (regio Grand Est) en telt 266 inwoners (2005). De plaats maakt deel uit van het arrondissement Reims.

## Geografie
De oppervlakte van Arcis-le-Ponsart bedraagt 15,2 km², de bevolkingsdichtheid is 17,5 inwoners per km².
De onderstaande kaart toont de ligging van Arcis-le-Ponsart met de belangrijkste infrastructuur en aangrenzende gemeenten.

## Demografie
Onderstaande figuur toont het verloop van het inwonertal (bron: INSEE-tellingen).